# Francesco Meli
Pour les articles homonymes, voir Meli.
Francesco Meli, né à Gênes (Italie) en 1980, est un artiste lyrique (ténor) italien particulièrement associé au répertoire du bel canto et de l'opéra de Verdi.

## Biographie
Né à Gênes en 1980, il étudie au conservatoire de musique Niccolò Paganini de cette ville (1997-2002) où il est l'élève de Norma Palacios puis de la mezzo-soprano Franca Mattiucci.
Il commence sa carrière de soliste en 2002 dans Macbeth de Verdi lors du festival des Deux Mondes de Spolète.

## Récompenses et distinctions
- 2013 : Prix Franco-Abbiati de la critique musicale italienne